# Tricholoma focale
Tricholoma focale (Elias Magnus Fries, 1838) ex Adalbert Ricken, 1915) din încrengătura Basidiomycota, în familia Tricholomataceae și de genul Tricholoma, este o specie de ciuperci otrăvitoare care coabitează, fiind un simbiont micoriza, formând prin urmare micorize pe rădăcinile arborilor. O denumire populară nu este cunoscută. Acest burete devenit foarte rar trăiește în România, Basarabia și Bucovina de Nord preferat pe sol uscat, nisipos sau calcaros în grupuri nu prea mari în păduri de conifere mai ales sub pini. Apare de la câmpie la munte din (august) septembrie până târziu în noiembrie.

## Taxonomie

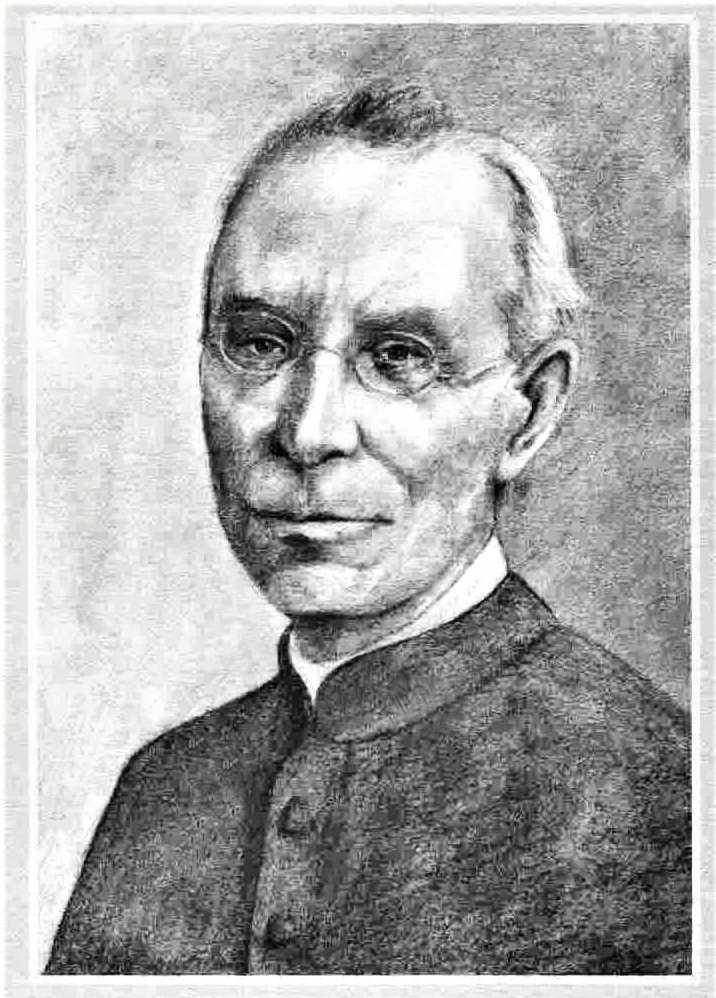
A. Ricken

Numele binomial a fost determinat drept Agaricus focalis de renumitul savant suedez Elias Magnus Fries în cartea sa Epicrisis systematis mycologici, seu synopsis hymenomycetum din 1838.
Apoi în 1915, micologul german Adalbert Ricken, a transferat specia corect la genul Tricholoma  sub păstrarea epitetului, de verificat în volumul 2 al operei sale Die Blätterpilze (Agaricaceae) Deutschlands und der angrenzenden Länder, besonders Oesterreichs und der Schweiz, fiind și numele curent valabil (2021).
Toate celelalte sinonime acceptate (vezi infocaseta) nu sunt folosite. O excepție a făcut taxonul Armillaria focalis, creat de micologul finlandez Petter Adolf Karsten  în 1879 pe baza descrierii lui Fries  care a fost folosit în cărți micologice mai vechi, între altele de Miles Joseph Berkeley sau de Jakob Emanuel Lange.
Epitetul specific este derivat din cuvântul latin (latină focale=cravată, fular), datorită aspectului tijei.

## Descriere

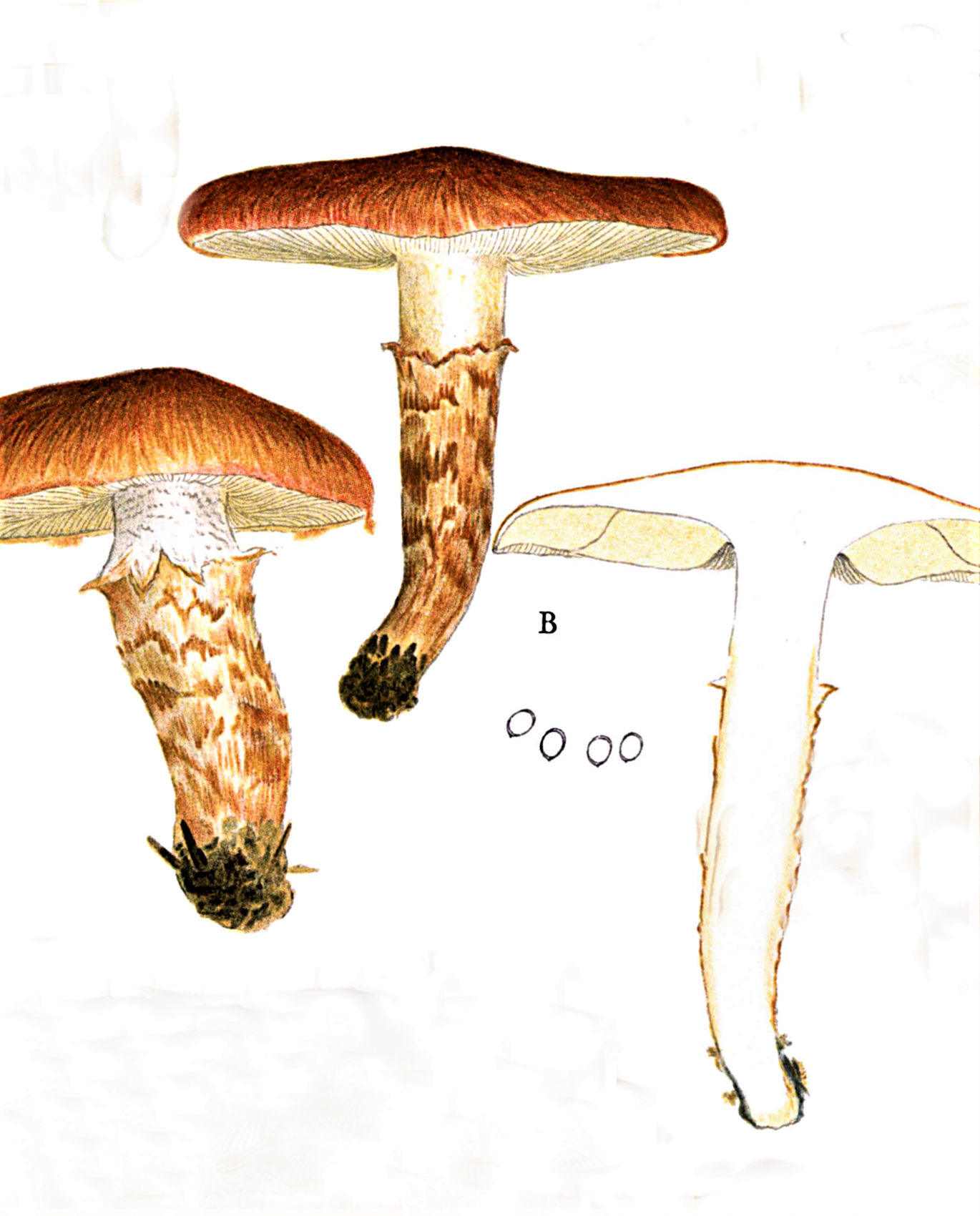
J.E.Lange: Armillaria focalis

- Pălăria: are un diametru de 5-12 (15) cm, este cărnoasă, îndesată și ceva moale, inițial emisferică, repede convexă, pentru ca să devină plată, în vârstă adesea adâncită, prezentând nu rar un gurgui turtit central. Marginea rămâne pentru mult timp rulată spre interior, nefiind striată. Cuticula netedă, în tinerețe și la umezeală unsuroasă, de altfel uscată, se poate îndepărta de carne. Coloritul nu rar cu un aspect flăcat poate fi arămiu, brun-portocaliu până brun-roșiatic, în centru de obicei mai închis.
- Lamelele: sunt subțiri și îndesate, cu lameluțe intercalate, îndepărtat atașate și cu avansarea în vârstă din ce în ce mai bombate spre picior (numit: șanț de castel). Muchiile fertile sunt netede, odată bătrâne însă zimțate. Coloritul inițial alb, devine apoi gălbui, în vârstă nu rar punctat sau pătat brun-roșiatic cu un aspect murdar. Astfel lamelele se decolorează și după apăsare.
- Piciorul: are o înălțime de 5-8 (9) cm și o lățime de 2-3 (4) cm, este cilindric, solid și plin până în vârstă. Poartă un inel ascendent, pielos, zdrențuit  în formă de guler. Deasupra lui, coloritul este alb și dedesubt acoperit cu solzi voluminoși slab proeminenți brun-portocalii, brun-roșiatici sau cărămizii pe fond albicios. Astfel tija pare să fie îmbrăcată cu o cizmă. Inelul poate dispărea odată cu înaintarea în vârstă. Baza tulpinii tinde să fie mai ascuțită.
- Carnea: albicioasă până deschis gălbuie ce nu se decolorează în urma unei tăieri este compactă, groasă, destul de moale. Are un miros puternic făinos și/sau de castraveți, asemănător speciei  Calocybe gambosa (buretele lui Sf. Gheorghe) și un gust blând. Exemplare bătrâne devin nu rar ceva amare.[3][4]
- Caracteristici microscopice: prezintă spori mici ovoidali, netezi, hialini (translucizi), neamilozi (nu se decolorează cu reactivi de iod) și cu o picătură uleioasă mare în centru, având o mărime de (4) 4,5-(6) 6,5 x 3-4  microni. Pulberea lor este albă. Basidiile zvelt clavate cu preponderent 4 sterigme fiecare au o dimensiune de 18-32 x 7-9 microni. Cistidele (elemente sterile situate în stratul himenal sau printre celulele din pielița pălăriei și a piciorului, probabil cu rol de excreție) și cleme lipsesc. Pileocistidele (elemente sterile de pe suprafața pălăriei) constau dintr-o tranziție spre trichoderm de hife cilindrice, ușor umflate de 3-12 µm grosime, uneori gelatinoase, formând o ixocutis. Subcuticula distinctă este alcătuită din elemente scurte și umflate cu o dimensiune de 30-70 x 6-9,9 microni. Pigmenții predominant membranatici și intracelulari al cuticulei nu încrustează. Caulocistidele (cistide situate la suprafața piciorului) cilindrice sau sinuoase de 40 x 3,5-10 microni cu pigmenți bruni intracelulari se află în clustere în vârful piciorului. Clemele lipsesc și aici.[11][12]
- Reacții chimice: nu sunt cunoscute.[13]

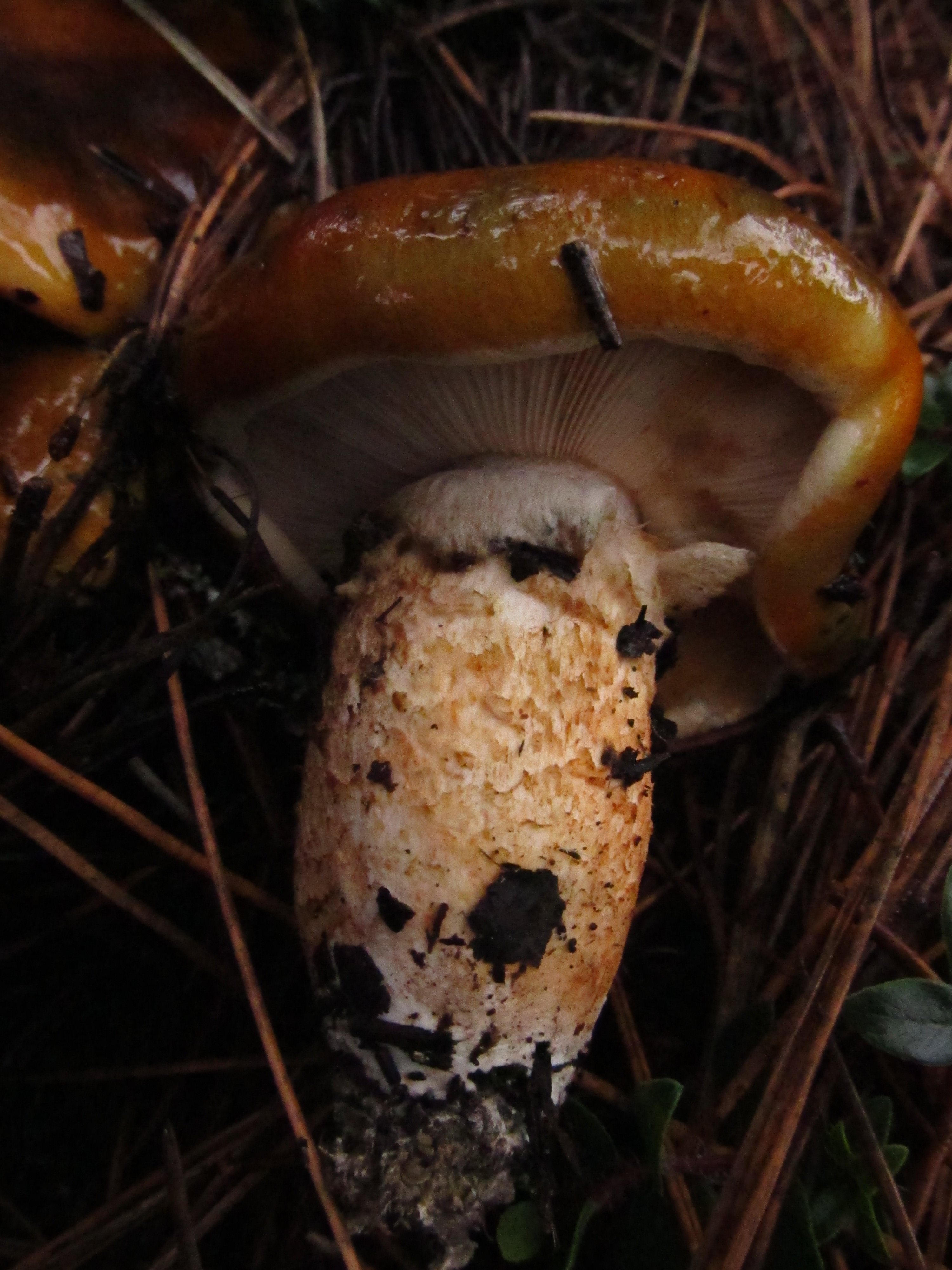
T. focale mai tânăr: lamele și picior
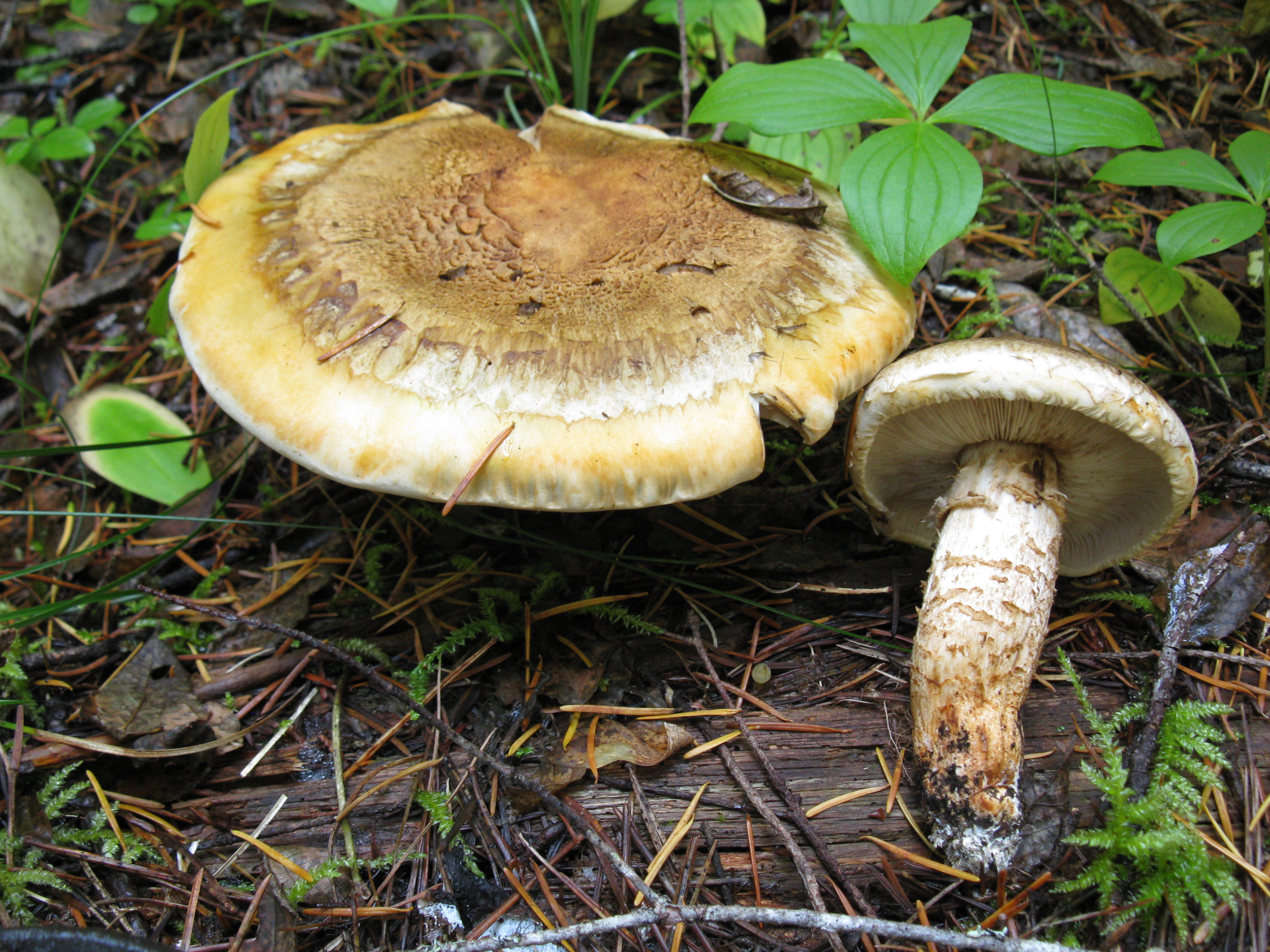
T. focale mai bătrâni: pălărie, lamele și picior
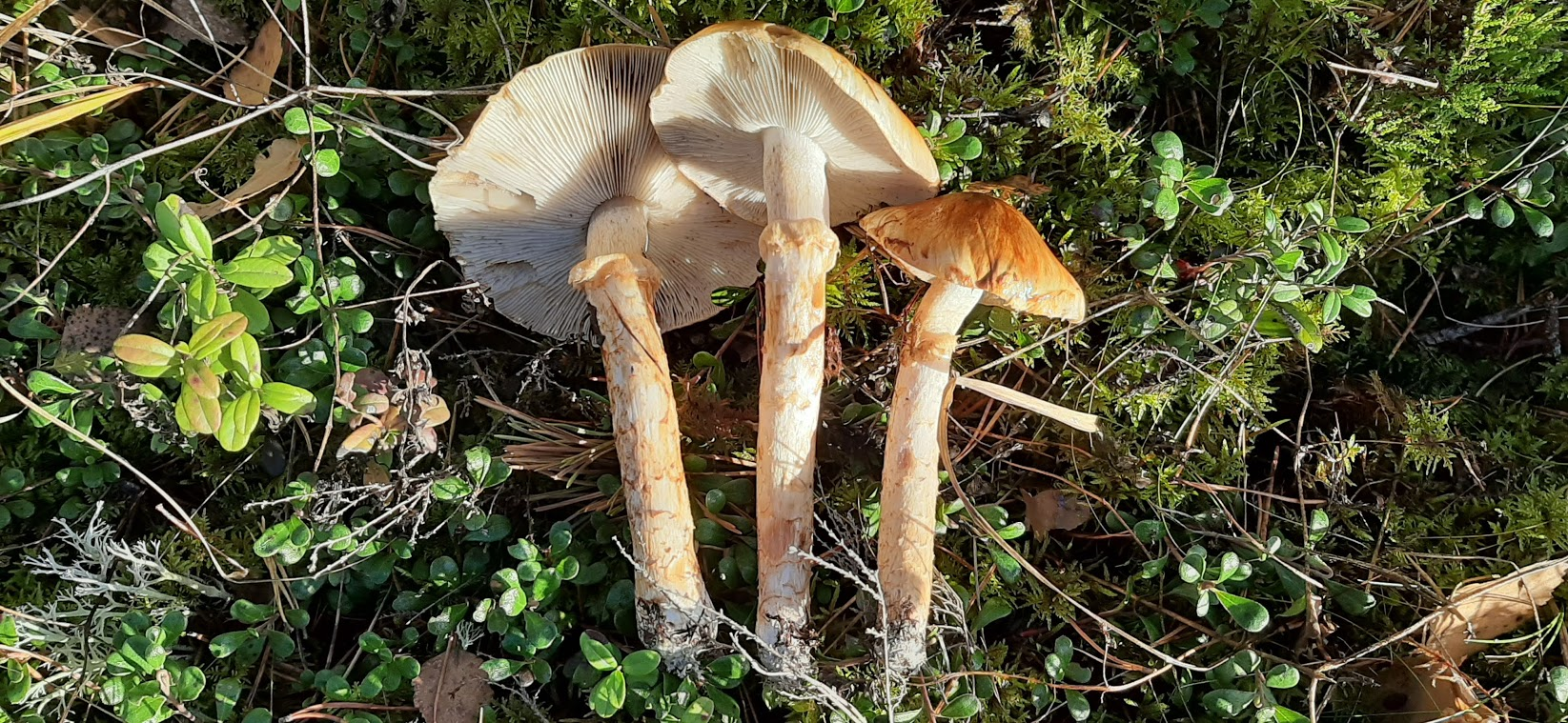
T. focale mai zvelți pe timp uscat: pălărie, lamele și picior

## Confuzii
Tricholoma focale poate fi confundat în primul rând cu  [[Tricholoma aurantium (necomestibil), dar, de asemenea, cu exemplu pe: Tricholoma apium (comestibil, se dezvoltă în păduri de conifere sub molizi și pini, miros de țelină sau Maggi, gust blând), Cortinarius arcuatorum (necomestibil, carne ocru-violetă, miros de mere sau pere, gust amar, se dezvoltă în foioase), Tricholoma batschii (otrăvitor, foarte amar), Cortinarius elegantior (comestibil, carne slab gălbuie, în centrul piciorului ușor roșiatică, miros imperceptibil, gust blând), Tricholoma equestre sin. Tricholoma flavovirens (poate să fie letală ca Paxillus involutus, pălărie galben-verzuie, picior albicios, miros făinos și gust plăcut), Tricholoma fucatum (comestibil, dar de valoare scăzută, slab gălbuie, miros de făină și gust identic, neamar, trăiește în păduri de conifere), Tricholoma fulvum (necomestibil, carne galbenă, fără miros), Tricholoma imbricatum (comestibil, dar de calitate inferioară, trăiește în păduri de conifere preferat sub pini, suprafață maronie, solzos-fibroasă, cu miros imperceptibil, și gust blând până amar), Tricholoma ustale (slab otrăvitor), Tricholoma ustaloides (necomestibil, se dezvoltă în păduri de conifere pe lângă pini pe sol nisipos, miros făinos, gust destul de amar) sau Cortinarius vibratilis (necomestibil, lamele alb-gălbuie la început, apoi maroniu-roșcate și picior alb, inițial acoperit de un văl lipicios, cuticula mereu umedă sau unsuroasă, foarte amară și ceva iute).

## Specii asemănătoare în imagini

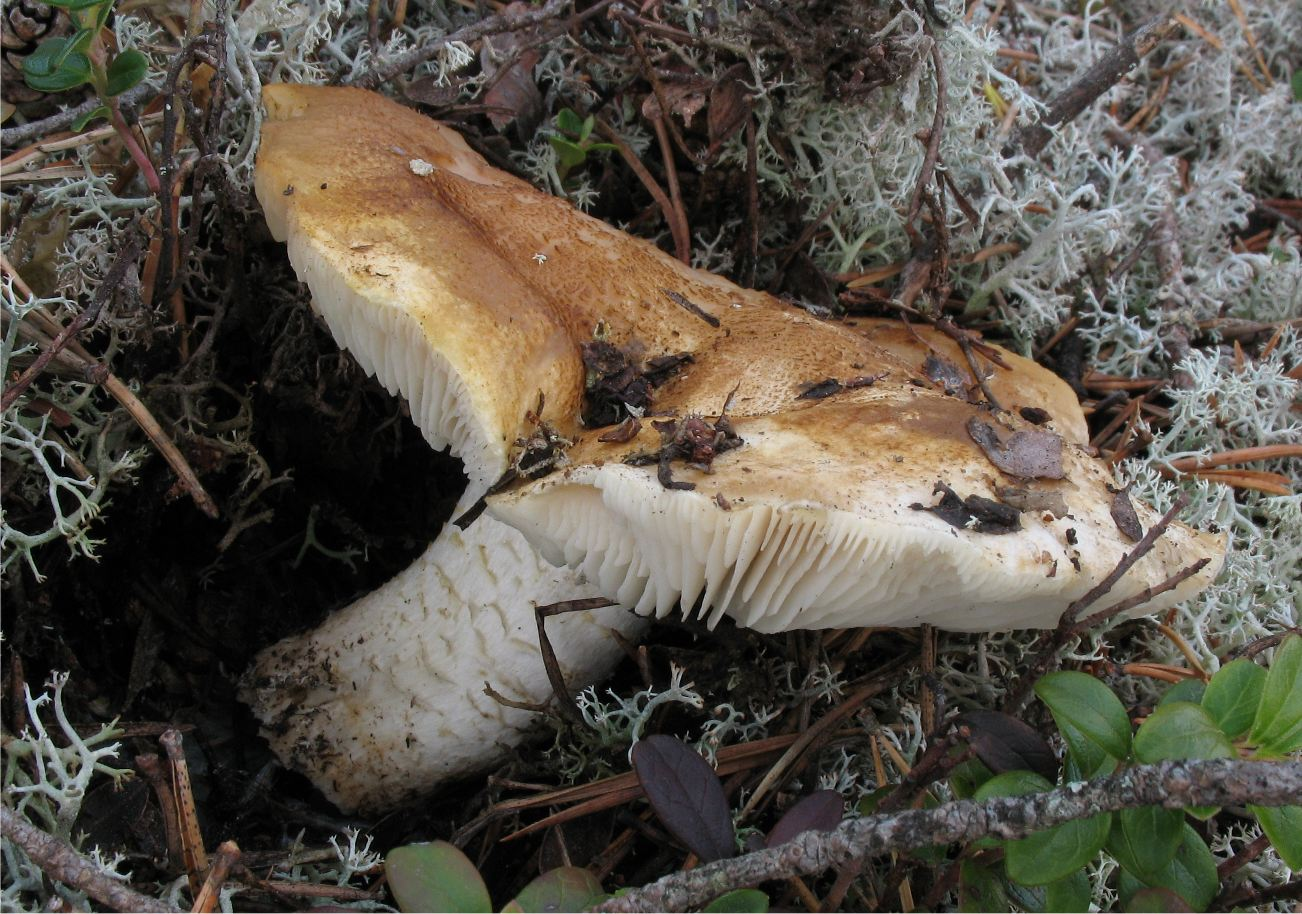
Tricholoma apium
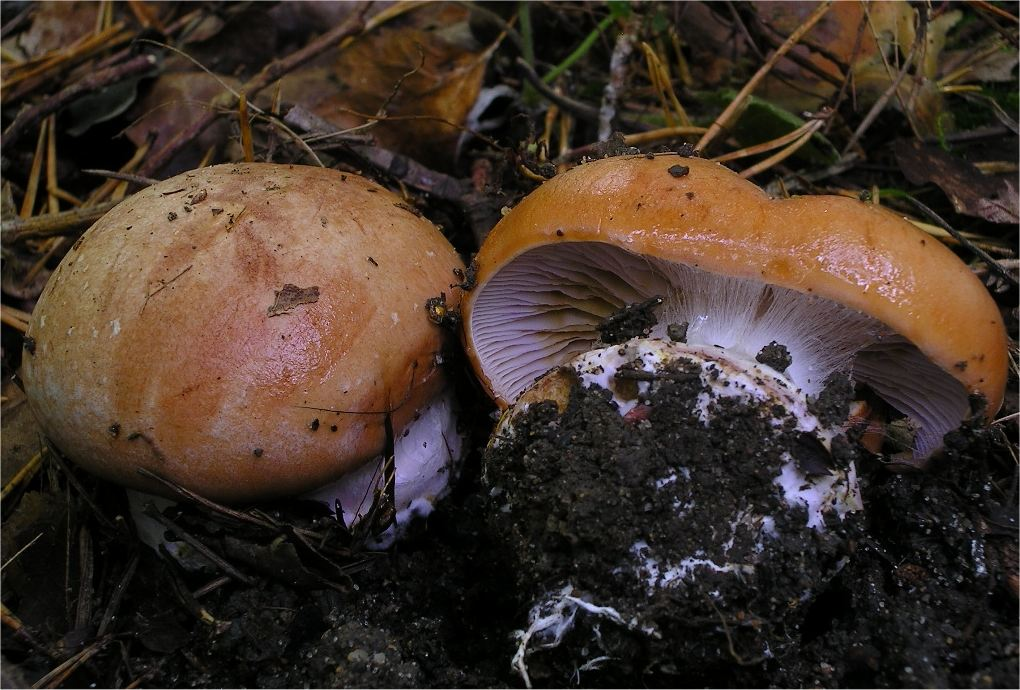
!Cortinarius arcuatorum!
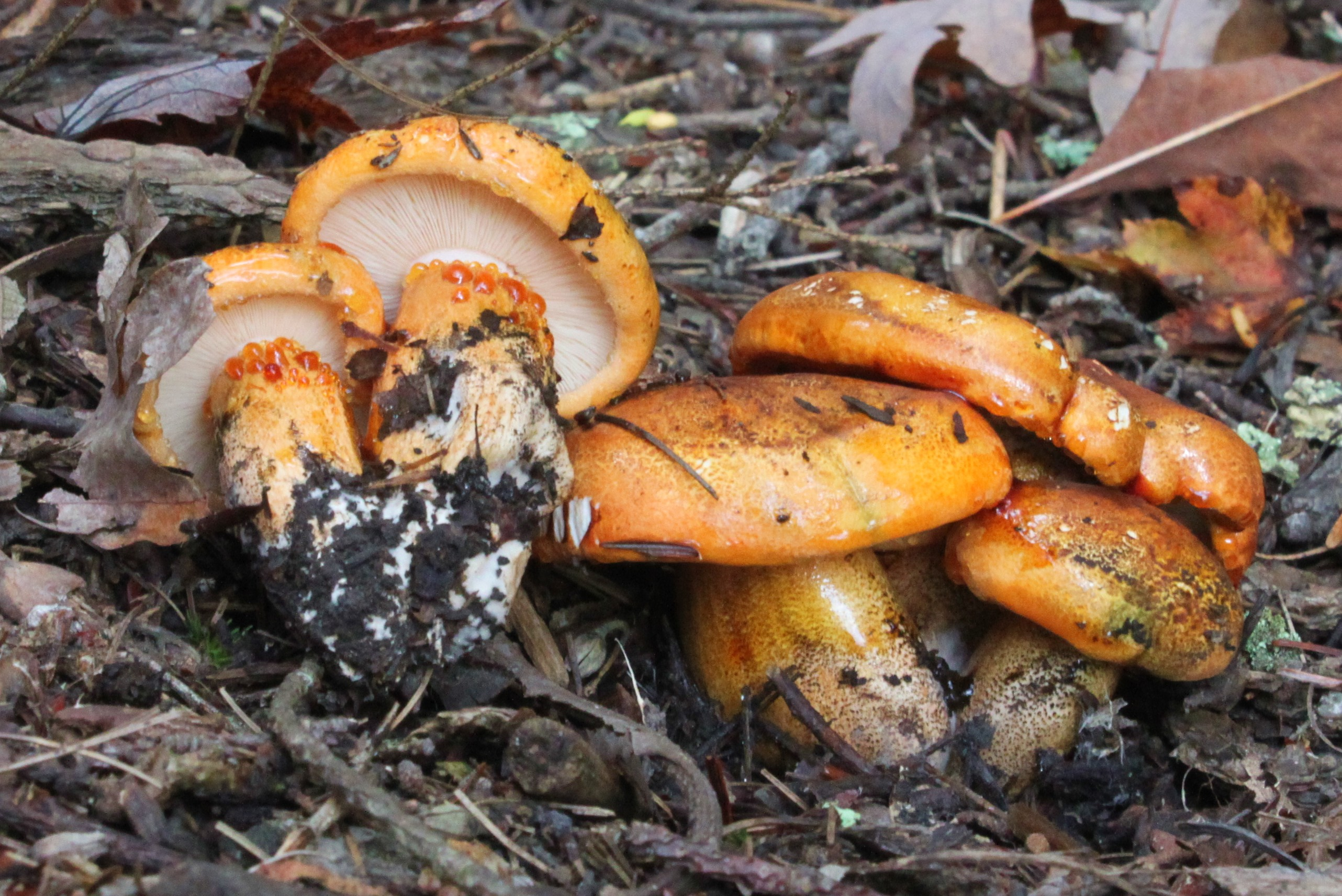
!Tricholoma aurantium!
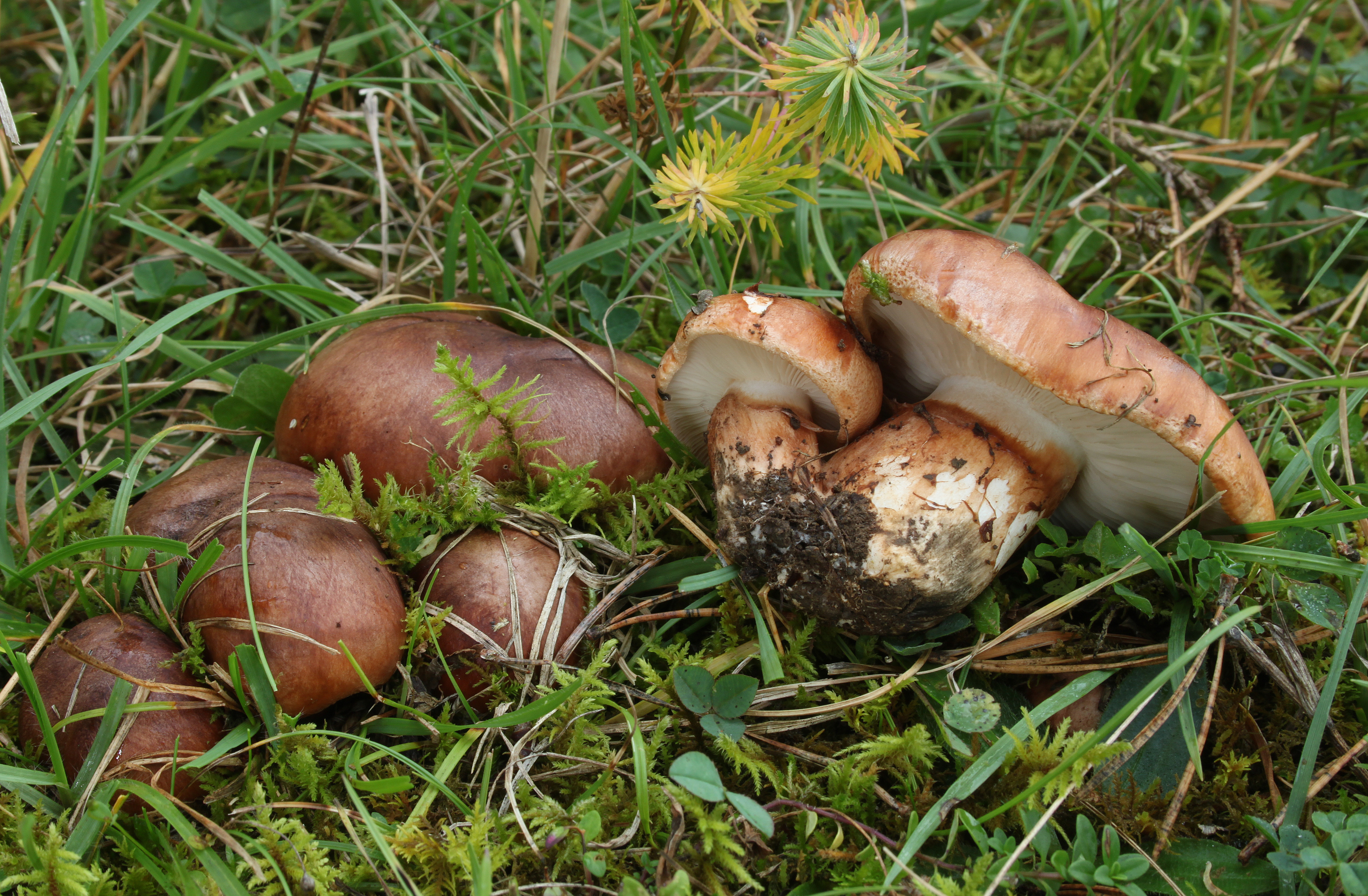
!!Tricholoma batschii!!
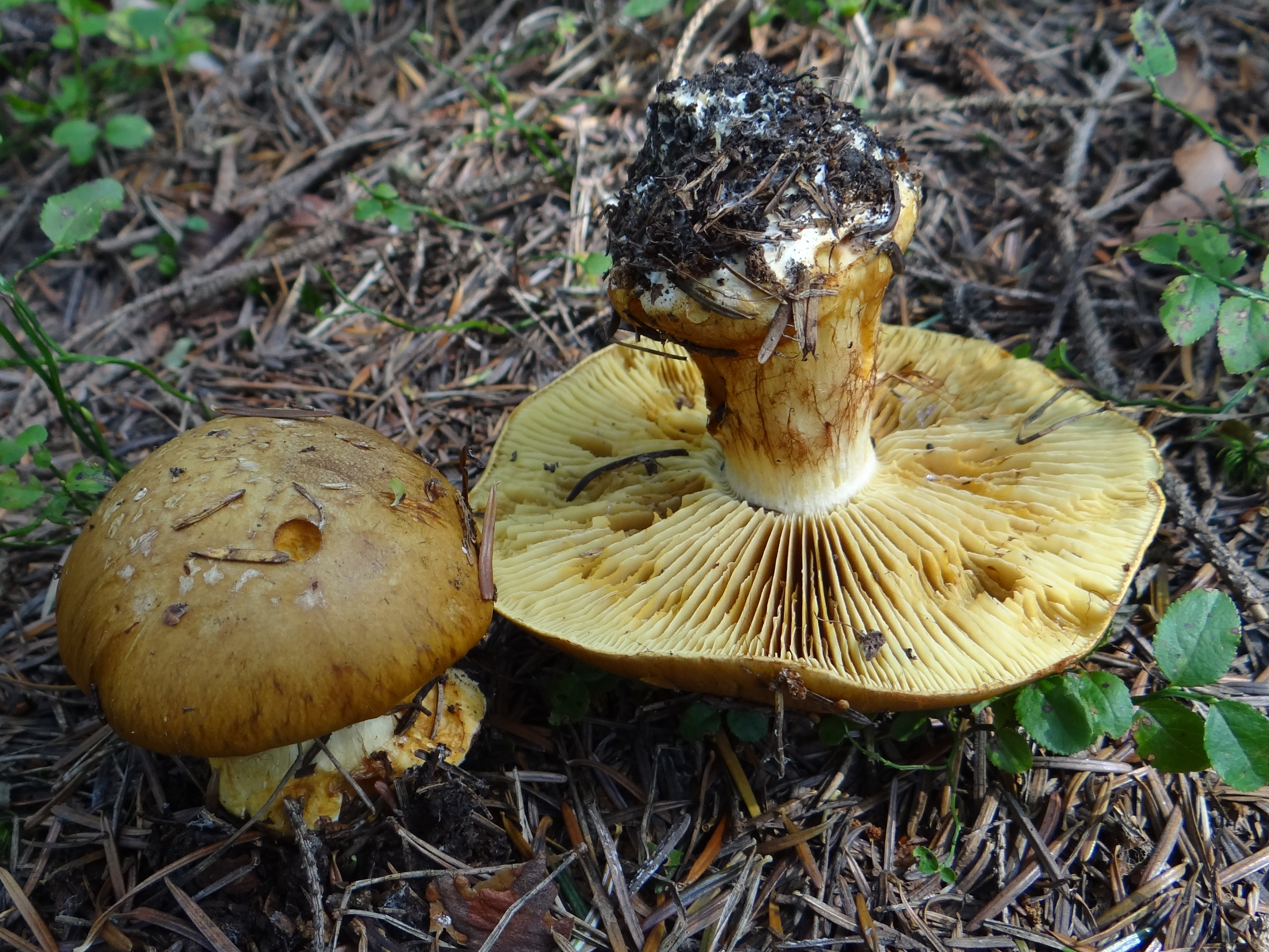
Cortinarius elegantior
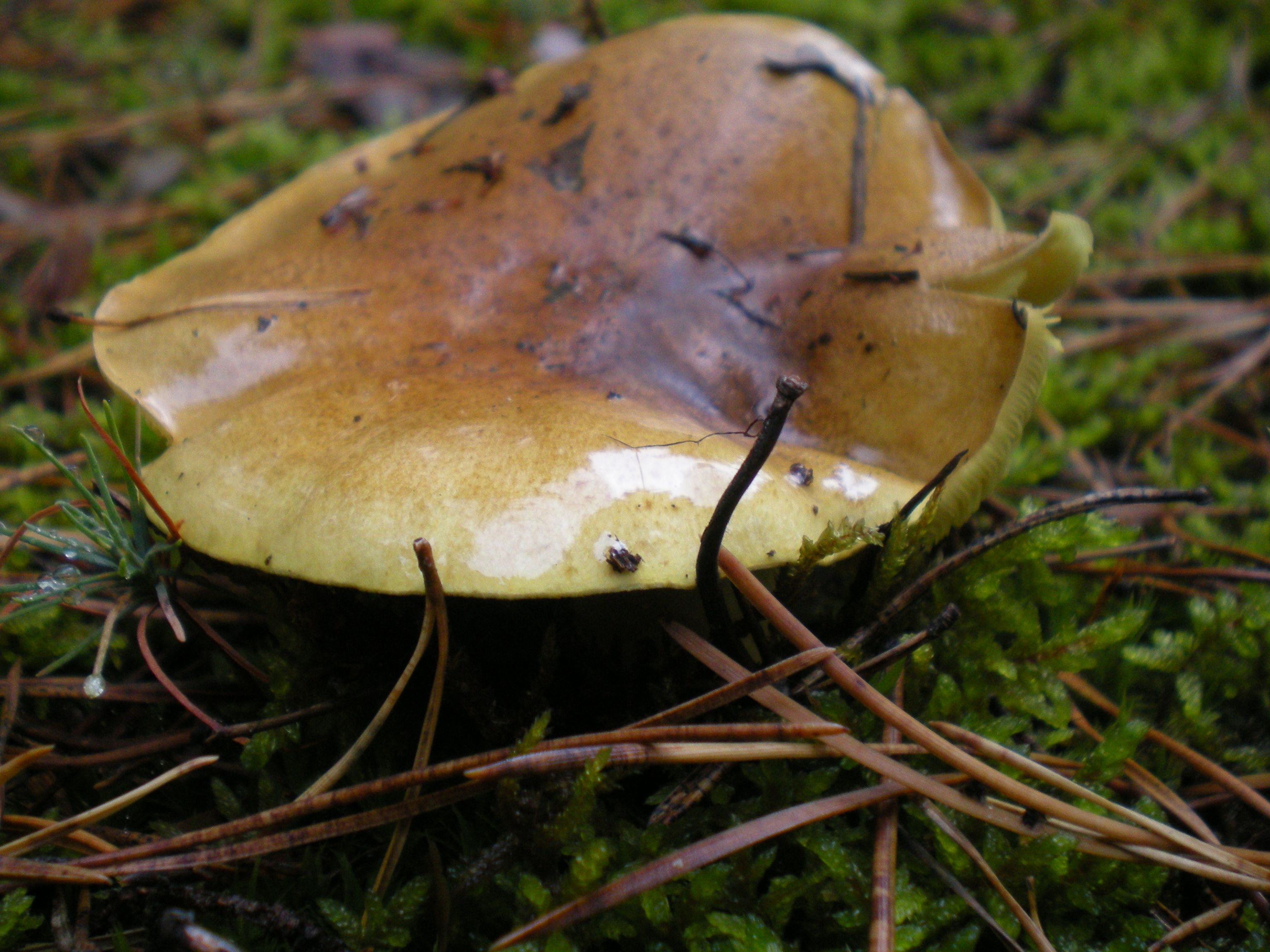
!!Tricholoma equestre!!

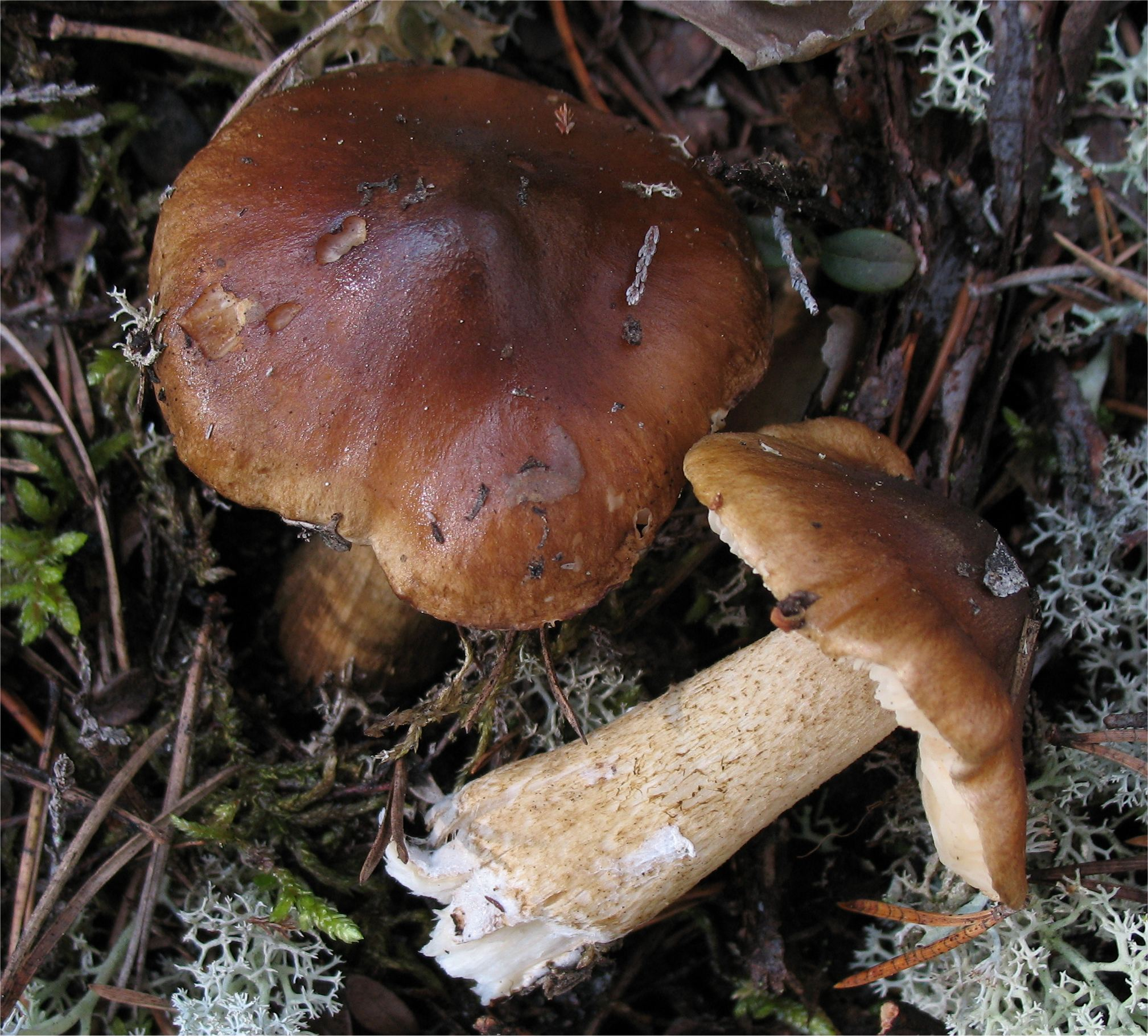
Tricholoma fucatum
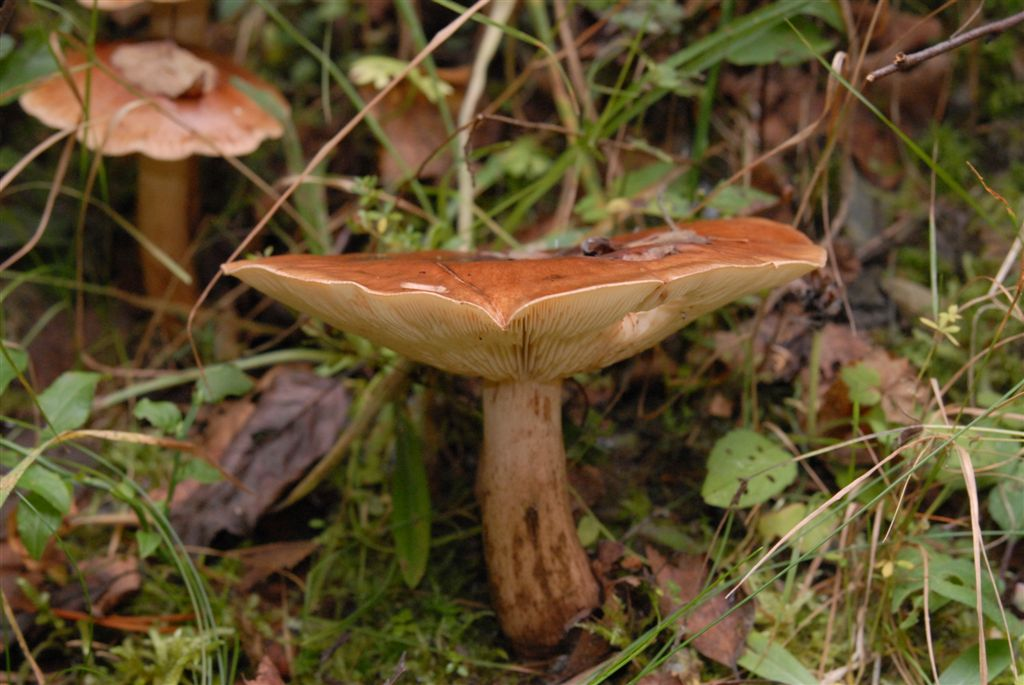
!Tricholoma fulvum!
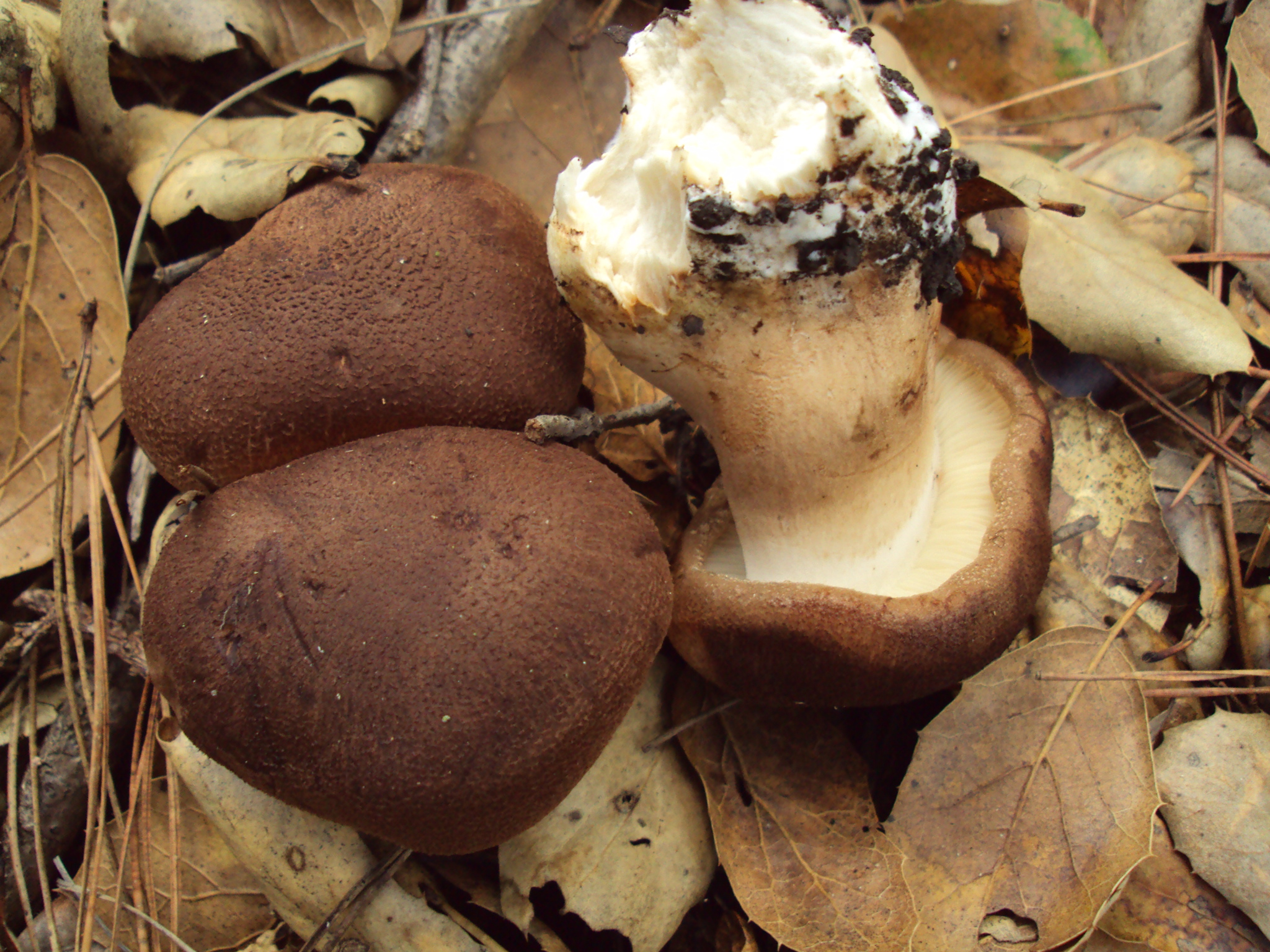
Tricholoma imbricatum
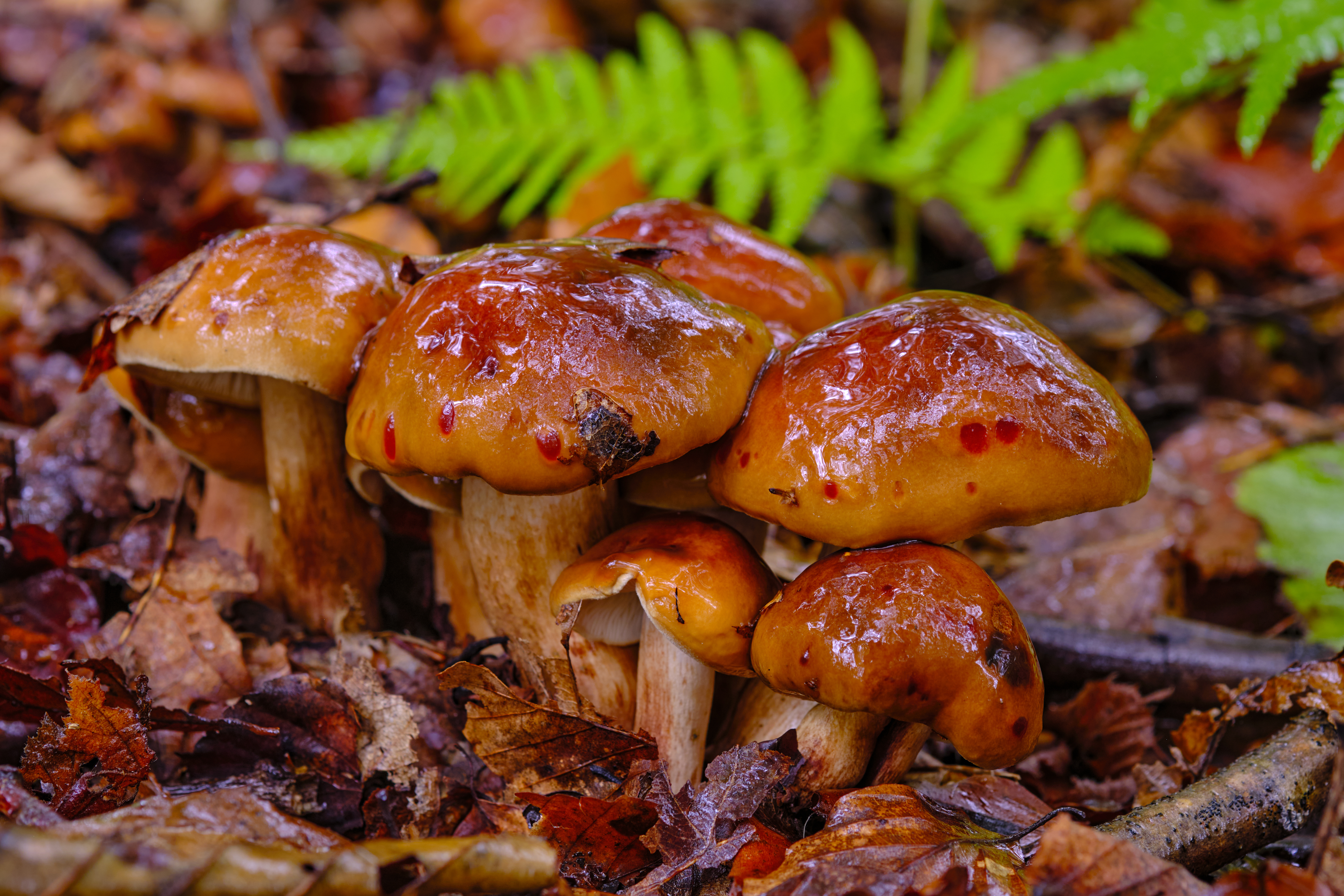
!!Tricholoma ustale!!
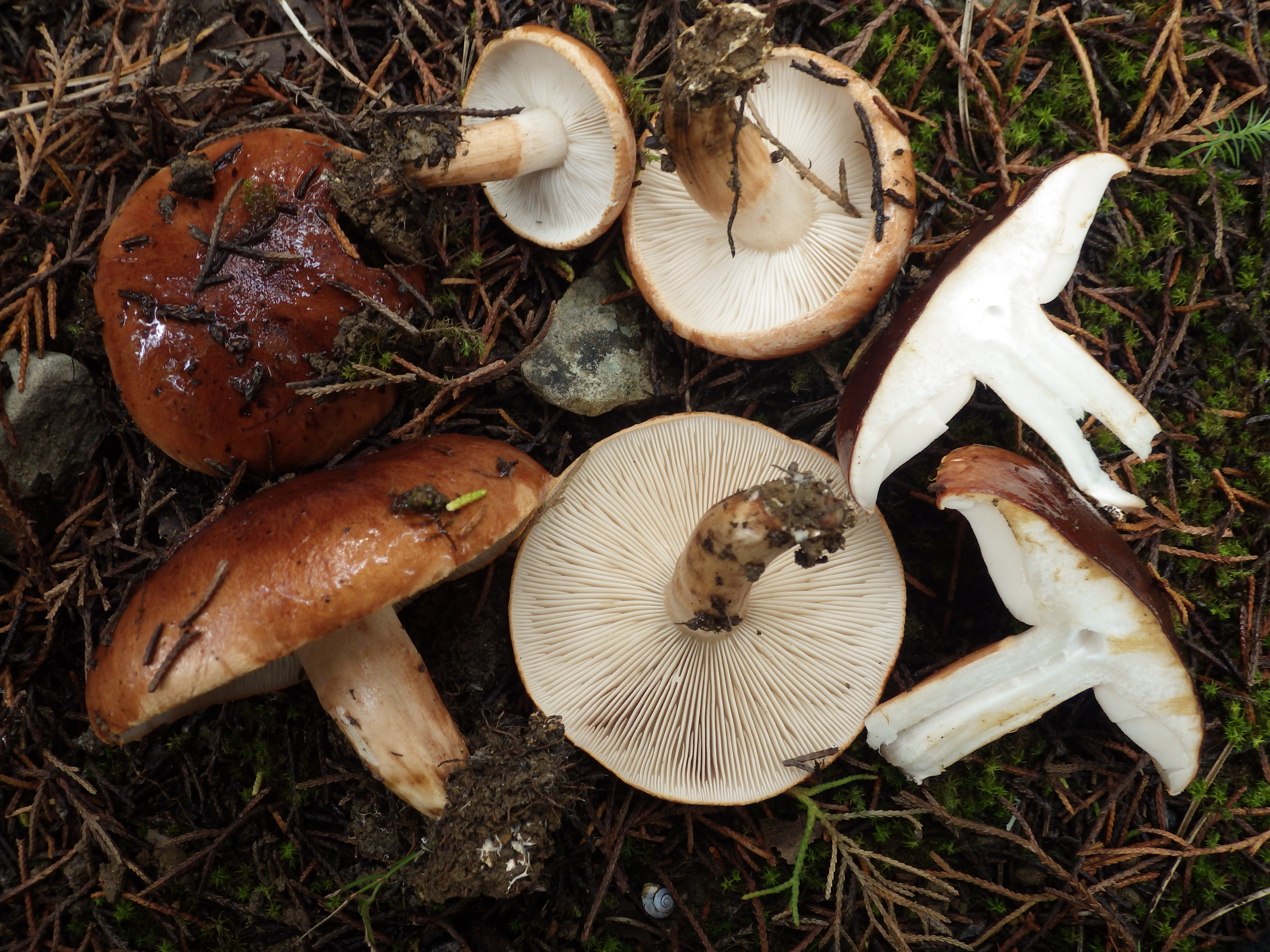
!Tricholoma ustaloides!
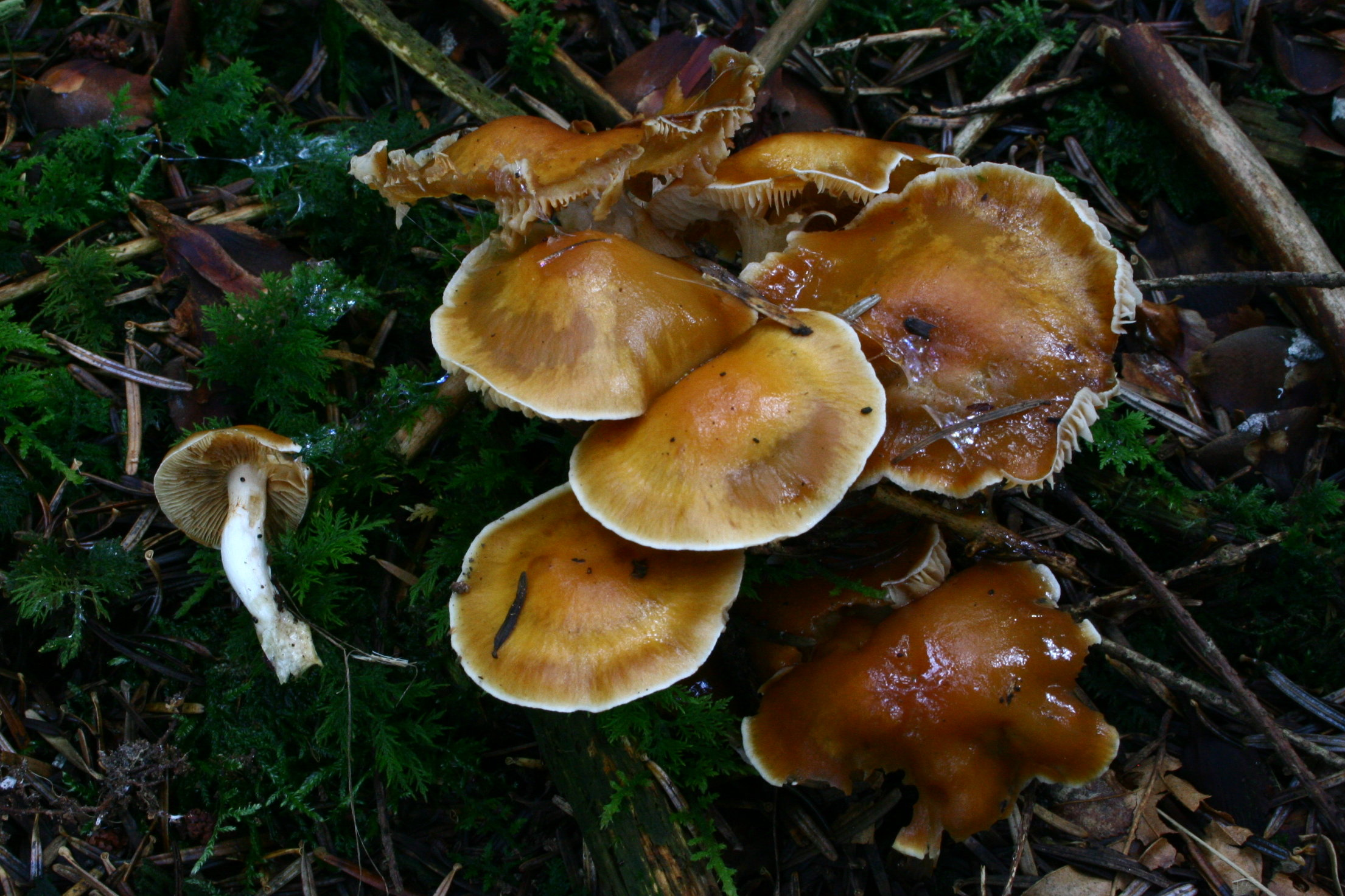
!Cortinarius vibratilis!

## Valorificare
Este o specie de ciuperci destul de mare, cărnoasă și fermă, fiind pentru unii comestibilă și de valoare culinară medie, dar pentru majoritatea micologilor otrăvitoare provocând probleme gastrointestinale, anume dureri abdominale, vărsături și diaree. Aparența buretelui s-a redus semnificativ din punct de vedere numeric, astfel se găsește în Lista roșie a IUCN drept specie vulnerabilă. De aceea ar trebui să fie cruțat și lăsat la loc.